# Mark-Anthony Kaye
Mark-Anthony Kaye (* 2. Dezember 1994 in Toronto, Ontario) ist ein kanadisch-jamaikanischer Fußballspieler.

## Karriere

### Verein
Von den York Lions wechselte er im Sommer 2013 in die Academy vom Toronto FC. Diese verliehen ihn im August 2014 danach zu den Wilmington Hammerheads, wo er bis Ende November des Jahres verblieb. Im März 2015 rückte er schließlich in den Kader der zweiten Mannschaft seines Franchise vor. Diese verließ er schließlich im Januar 2016, um sich dem Louisville City FC anzuschließen. Für eine Ablöse von 32.000 € wechselte er zur Spielzeit 2018 dann erstmals in die MLS, wo er nun beim Los Angeles FC unterschrieb. Hier verblieb er nun ein paar Jahre und wechselte aber im Sommer 2021 während der noch laufenden Spielzeit zu den Colorado Rapids. Hier gehörte er dem Kader schließlich bis zum nächsten Sommer an. Seit dem Sommer 2022 steht er somit wieder beim Toronto FC unter Vertrag. Diesmal jedoch auch in der ersten Mannschaft.

### Nationalmannschaft
Sein Debüt in der kanadischen A-Nationalmannschaft hatte er am 13. Juni 2017 bei einem 2:1-Freundschaftsspielsieg über Curaçao, wo er in der 79. Minute für Patrice Bernier eingewechselt wurde. Kurz danach stand er dann auch im Kader der Mannschaft beim Gold Cup 2017, wo er zu zwei Einsätzen kam.
Nach ein paar Freundschaftsspielen sowie welchen in der Nations League in den darauffolgenden Jahren, war er auch beim Gold Cup 2019 wieder dabei, wo er nun in drei Partien Einsätze erhielt.
Ab März 2021 kam er für seine Mannschaft dann auch in der Qualifikation für die Weltmeisterschaft 2022 zum Einsatz. Beim Gold Cup 2021 kurz danach schaffte er es mit seinem Team diesmal bis in das Halbfinale und spielte auch in jedem Spiel. Danach folgten noch einige Spiele der Qualifikation für die Weltmeisterschaft, an dessen Ende er sich mit seinem Team für die Endrunde qualifizieren konnte. Hierfür wurde er dann auch im November 2022 in finalen Kader berufen.